# Great Southern Railway
La Great Southern Railway (GSR), di proprietà della Serco Asia Pacific, è un tour operator e una compagnia ferroviaria operante in Australia.
La GSR è finalizzata al trasporto di turisti attraverso gli stati australiani: 
- Indian Pacific (Sydney-Adelaide-Perth)
- The Ghan (Adelaide-Alice Springs-Darwin)
- The Overland (Melbourne-Adelaide)
- The Southern Spirit (varie rotte dal novembre 2008)

Il Ghan, l'Indian Pacific e l'Overland operavano fino al 1997 per conto dell'Australian National Railways. Come azienda governativa ha sempre operato senza ricavarne profitto. L'Australian Commonwealth vendette il ramo carico e passeggeri dell'ANR nel 1997. La Great Southern Railway era un consorzio formato da Macquarie Bank, Serco Plc e GB Railways. GSR rilevò la gestione dei treni passeggeri: Indian Pacific, The Ghan e The Overland, resi subito profittevoli. I costi furono ridotti attraverso una rinegoziazione delle retribuzioni e delle condizioni contrattuali dello staff, ed estendendo la tratta del Ghan, che originariamente operava da Adelaide ad Alice Springs, cosicché potesse, attraverso coincidenze partire una volta da settimana da Sydney e una volta a settimana da  Melbourne. Con il completamento della ferrovia da Alice Springs a Darwin, il Ghan adesso parte da Adelaide e arriva a Darwin. Mentre la GSR possiede il parco vetture, La Pacific National fornisce la locomotiva che trasporta le autovetture.
The Southern Spirit è un servizio ferroviario di lusso, lanciato dal Great Southern Railway il 17 giugno del 2008, con viaggio inaugurale avvenuto il 25 novembre del 2008.